# Muscolo genioioideo
Il muscolo genioioideo è un muscolo del collo, pari e simmetrico, del gruppo dei muscoli sopraioidei.
Lo genioioideo è innervato dal nervo ipoglosso; innalza e protrude l'osso ioide, contribuendo alla deglutizione; se prende punto fisso sullo ioide, abbassa la mandibola. Quando a rimanere ferma è la mandibola, invece, il genioiodeo protrude ed eleva l'osso ioide.
L'innervazione motoria del muscolo è garantita da un ramo della radice superiore dell'ansa dell'ipoglosso, nel plesso cervicale.
Inoltre è irrorato dall'arteria sottolinguale, un ramo dell'arteria linguale, e dall'arteria sottomentale, un ramo dell'arteria faciale. 

## Origine ed inserzione
Posto superiormente al miloioideo, origina dalla spina mentale della mandibola e si dirige indietro e in basso per inserirsi sulla faccia anteriore del corpo dell'osso ioide.